# Giuseppe Giacomini
Giuseppe Giacomini (Padova, 1940. szeptember 7. – Veggiano, 2021. július 28.) olasz operaénekes (tenor). Rajongói körében „Bepi” néven volt ismert.

## Életpályája
Énekesi pályafutását Elena Ceriati, Marcello del Monaco és Vladimiro Badiali mellett kezdte. Miután Olaszország-szerte sikereket ért el énekversenyeken, 1966-ban Vercelliben, a Pillangókisasszony Pinkertonjaként debütált. 1969-ben Parmában és Modenában Turiddu (Parasztbecsület) és Des Grieux (Manon Lescaut) szerepében lépett színpadra.
Első Olaszországon kívüli fellépése 1970-ben Berlinben volt, ahol a [[Manon Lescaut-ban Des Grieux lovag szerepét alakította. Ezt követően Lisszabonban (1971) A köpeny, Barcelonában (1972) és Bécsben (1973) a Tosca előadásában volt látható, majd 1973-ban a müncheni Staatsoperben is színpadra állt.
1974-ben debütált a tengerentúlon, Buenos Airesben a Teatro Colónban Pinkertont alakította. Ezt követően visszatért Olaszországba, és hatalmas sikereket olyan vezető operaházakban mint a Scala (A végzet hatalma, 1974; Bohémélet, 1975), a nápolyi Teatro di San Carlo, a torinói Teatro Regio és a Teatro dell’Opera di Roma.
1975-ben először lépett fel Észak-Amerikában; Connecticutban A Nyugat lánya Ramerrez szerepében volt hallható, majd egy évvel később a Metropolitan Operában debütált A végzet hatalmával. 1976 májusában a párizsi Opéra Garnier-ben Alvaro szerepét énekelte A végzet hatalmában. Ez az alakítás még több szerződést hozott neki, s a következő években játszott többek között a Macbethben, a Don Carlosban, a [Trubadúr]]ban, a Bajazzókban és a Toscában is. 1980-ban lépett fel először a Covent Gardenben (A Nyugat lánya).
Külön említést érdemel Marco Tutino La Lupa című művének 1990-es livornói ősbemutatóján való részvétele, ahol Nanni szerepét énekelte, illetve amikor Des Grieux szerepét Puccini Manon Lescaut-jának százéves bemutatóján a Teatro Reggio di Torinóban. Énekelt a brit királyi családnak a Covent Gardenben 1988-ban és Mihail Gorbacsovnak Moszkvában. Részt vett az Aida történelmi színpadra állításában a kairói piramisok előtt 1987-ben, és Kalaf volt Szöulban az 1988. évi olimpiai játékok megnyitója alkalmából. Olyan ritka operák felújítása is az ő nevéhez fűződik, mint Gaetano Donizetti Faustja (Róma, 1981) és Leoncavallo Medici (Frankfurt ám Main, 1993) művei. Diszkográfiájában szerepel a Norma felvétele Renata Scottóval (1979).
Díjai és kitüntetései között szerepel a bécsi Staatsoper Kammersänger címe, az Arany Viotti, a Giovanni Zenatello-díj, a C.A.Capelli-díj, az Arany Mascagni és a Giovanni Martinelli-díj.
Hosszú karrierje és valóban rendkívüli hangja ellenére Giacomini soha nem szerzett széles körű hírnevet az operavilágban. Bár azt beszélték, hogy 2000-ben visszavonult, továbbra is koncertezett világszerte, és hatvanadik születésnapja elmúltával is eredményesen lépett fel a Tosca Cavaradossijaként a Covent Gardenben.

## Felvételei
| Év   | Opera           | Szereplők                                              | Karmester        | Kiadó   |
| ---- | --------------- | ------------------------------------------------------ | ---------------- | ------- |
| 1979 | Norma           | Renata Scotto, Tatiana Troyanos, Paul Plishka          | James Levine     | CBS     |
| 1984 | Manon Lescaut   | Raina Kabaivanska, Nelson Portella, Giancarlo Luccardi | Angelo Campori   | RCA     |
| 1990 | Parasztbecsület | Jessye Norman, Dmitrij Hvorosztovszkij                 | Semyon Bychkov   | Philips |
| 1991 | A köpeny        | Juan Pons, Mirella Freni                               | Bruno Bartoletti | Decca   |

## Fordítás
- Ez a szócikk részben vagy egészben  a   Giuseppe Giacomini című angol Wikipédia-szócikk ezen változatának fordításán alapul.  Az eredeti cikk szerkesztőit annak laptörténete sorolja fel. Ez a jelzés csupán a megfogalmazás eredetét és a szerzői jogokat jelzi, nem szolgál a cikkben szereplő információk forrásmegjelöléseként.